# كارل هنري هوفمان
كارل هنري هوفمان (بالإنجليزية: Carl Henry Hoffman)‏ هو سياسي أمريكي، ولد في 12 أغسطس 1896 في الولايات المتحدة، وتوفي في 30 نوفمبر 1980 في الولايات المتحدة. حزبياً، نشط في الحزب الجمهوري. وقد انتخب عضو مجلس النواب الأمريكي.